# Saint-Macaire-en-Mauges
Saint-Macaire-en-Mauges és un municipi francès situat al departament de Maine i Loira i a la regió de País del Loira. L'any 2007 tenia 6.530 habitants.

## Demografia

### Població
El 2007 la població de fet de Saint-Macaire-en-Mauges era de 6.530 persones. Hi havia 2.477 famílies de les quals 561 eren unipersonals (237 homes vivint sols i 324 dones vivint soles), 816 parelles sense fills, 996 parelles amb fills i 104 famílies monoparentals amb fills.
La població ha evolucionat segons el següent gràfic:
Habitants censats

### Habitatges
El 2007 hi havia 2.594 habitatges, 2.494 eren l'habitatge principal de la família, 13 eren segones residències i 87 estaven desocupats. 2.338 eren cases i 207 eren apartaments. Dels 2.494 habitatges principals, 1.766 estaven ocupats pels seus propietaris, 704 estaven llogats i ocupats pels llogaters i 24 estaven cedits a títol gratuït; 22 tenien una cambra, 118 en tenien dues, 327 en tenien tres, 587 en tenien quatre i 1.440 en tenien cinc o més. 1.993 habitatges disposaven pel capbaix d'una plaça de pàrquing. A 1.054 habitatges hi havia un automòbil i a 1.217 n'hi havia dos o més.

### Piràmide de població
La piràmide de població per edats i sexe el 2009 era:
| Homes | Edats   | Dones |
| ----- | ------- | ----- |
| 4     | 95 o +  | 0     |
| 8     | 90 a 94 | 20    |
| 20    | 85 a 89 | 40    |
| 40    | 80 a 84 | 48    |
| 56    | 75 a 79 | 88    |
| 100   | 70 a 74 | 96    |
| 120   | 65 a 69 | 152   |
| 112   | 60 a 64 | 140   |
| 140   | 55 a 59 | 108   |
| 204   | 50 a 54 | 224   |
| 184   | 45 a 49 | 212   |
| 208   | 40 a 44 | 168   |
| 224   | 35 a 39 | 228   |
| 208   | 30 a 34 | 192   |
| 248   | 25 a 29 | 200   |
| 160   | 20 a 24 | 104   |
| 260   | 15 a 19 | 212   |
| 208   | 10 a 14 | 232   |
| 232   | 5 a 9   | 176   |
| 188   | 0 a 4   | 140   |

## Economia
El 2007 la població en edat de treballar era de 4.105 persones, 3.138 eren actives i 967 eren inactives. De les 3.138 persones actives 2.918 estaven ocupades (1.609 homes i 1.309 dones) i 220 estaven aturades (77 homes i 143 dones). De les 967 persones inactives 412 estaven jubilades, 266 estaven estudiant i 289 estaven classificades com a «altres inactius».

### Ingressos
El 2009 a Saint-Macaire-en-Mauges hi havia 2.562 unitats fiscals que integraven 6.704 persones, la mediana anual d'ingressos fiscals per persona era de 17.040 €.

### Activitats econòmiques
Dels 306 establiments que hi havia el 2007, 1 era d'una empresa extractiva, 5 d'empreses alimentàries, 3 d'empreses de fabricació de material elèctric, 31 d'empreses de fabricació d'altres productes industrials, 43 d'empreses de construcció, 67 d'empreses de comerç i reparació d'automòbils, 15 d'empreses de transport, 9 d'empreses d'hostatgeria i restauració, 4 d'empreses d'informació i comunicació, 21 d'empreses financeres, 11 d'empreses immobiliàries, 34 d'empreses de serveis, 29 d'entitats de l'administració pública i 33 d'empreses classificades com a «altres activitats de serveis».
Dels 81 establiments de servei als particulars que hi havia el 2009, 1 era una gendarmeria, 1 oficina de correu, 6 oficines bancàries, 4 funeràries, 6 tallers de reparació d'automòbils i de material agrícola, 1 taller d'inspecció tècnica de vehicles, 2 autoescoles, 7 paletes, 9 guixaires pintors, 2 fusteries, 6 lampisteries, 6 electricistes, 2 empreses de construcció, 11 perruqueries, 3 veterinaris, 1 agència de treball temporal, 6 restaurants, 3 agències immobiliàries, 1 tintoreria i 3 salons de bellesa.
Dels 24 establiments comercials que hi havia el 2009, 1 era un supermercat, 1 una gran superfície de material de bricolatge, 1 una botiga de menys de 120 m², 3 fleques, 2 carnisseries, 3 llibreries, 7 botigues de roba, 1 una botiga d'equipament de la llar, 3 sabateries, 1 una botiga de material esportiu i 1 una floristeria.
L'any 2000 a Saint-Macaire-en-Mauges hi havia 60 explotacions agrícoles que ocupaven un total de 2.064 hectàrees.

## Equipaments sanitaris i escolars
El 2009 hi havia 1 centre de salut, 2 farmàcies i 1 ambulància.
El 2009 hi havia 2 escoles maternals i 2 escoles elementals. Saint-Macaire-en-Mauges disposava d'un col·legi d'educació secundària amb 544 alumnes.

## Poblacions més properes
El següent diagrama mostra les poblacions més properes.